# Să ucizi o pasăre cântătoare
...Să ucizi o pasăre cântătoare (în engleză To Kill a Mockingbird) este un roman scris de Harper Lee și publicat în 1960. Romanul a avut succes imediat, câștigând Premiul Pulitzer pentru ficțiune, și a devenit o piesă clasică a literaturii americane moderne. Acțiunea și personajele sunt inspirate din observarea de către autoare a familiei și vecinilor ei, precum și a unui eveniment ce a avut loc în orașul ei natal în 1936, pe când ea avea 10 ani.
Romanul este cunoscut pentru tonul cald și pentru umor, deși tratează o problematică gravă, cu subiecte cum ar fi violul și inegalitatea rasială. Tatăl naratorului, Atticus Finch, servește drept model de ținută morală pentru mulți cititori și ca model de integritate pentru juriști. Un critic explică impactul romanului, scriind: „În secolul al douăzecilea, To Kill a Mockingbird este poate cea mai citită carte despre rasă în America, iar protagonistul ei, Atticus Finch, cea mai persistentă imagine de ficțiune a eroismului rasial”.

## Gen
Ca roman înscris în genul Southern Gothic și ca Bildungsroman, temele principale din To Kill a Mockingbird implică nedreptatea rasială și distrugerea inocenței. Criticii au remarcat cum Lee tratează tematică legată de clasele sociale, curaj, compasiune și rolul sexelor în regiunea istorică denumită Deep South. Cartea face parte din curricula multor școli din țările anglofone (unde se pune accent pe toleranță și se deplânge prejudecata), precum și din cea de literatură engleză și de literatură universală din alte țări. În pofida tematicii abordate, To Kill a Mockingbird a fost supusă unor campanii de eliminare din curricula școlilor publice, fiind adesea contestată pentru utilizarea epitetelor rasiale. Criticii au observat și că personajele de culoare ale romanului nu sunt explorate în profunzime, iar unii cititori negri au păreri ambivalente despre ea, deși are adesea un impact mai mare asupra cititorilor albi.

## Recepție
La publicare, criticile aduse romanului au fost diverse. Critica literară este considerabil restrânsă prin comparație cu numărul de exemplare vândute și cu larga sa utilizare în educație. Autoarea Mary McDonough Murphy, care a strâns impresii individuale ale mai multor autori și persoane publice despre roman, a spus despre ...Să ucizi o pasăre cântătoare că este „un fenomen uluitor”. În 2006, bibliotecarii britanici au plasat cartea înaintea Bibliei într-o listă a cărților pe care trebuie să le citească orice adult înainte de a muri. Ea a fost adaptată într-un film omonim laureat al Premiului Academiei Americane de Film în 1962, film realizat de regizorul Robert Mulligan, după un scenariu adaptat de Horton Foote. Din 1990, în orașul natal al lui Harper Lee, Monroeville, Alabama, se joacă și o piesă de teatru bazată pe roman. El este singurul roman publicat de Lee, și deși ea continuă să răspundă la impactul cărții, ea a refuzat din 1964 să-și facă publicitate ei și romanului.

## Adaptare

### Film
Romanul a fost adaptat în 1962 cu Gregory Peck în rolul lui Atticus Finch. A fost un succes atât din perspectiva profiturilor, cât și din punctul de vedere al criticii. A câștigat trei premii Oscar: Gregory Peck, pentru cel mai bun actor, Premiul Oscar pentru cele mai bune decoruri (Alb-negru) și Premiul Oscar pentru cel mai bun scenariu adaptat.

## Ediții
- Lee, Harper. ...Să ucizi o pasăre cântătoare (170 x 110 x 30 mm). București, 1967: Editura: Pentru Literatură Universală. p. 462.